# هيليكيز آر إي سي كيو
هيليكاز أر أي سي كيو (بالإنجليزية: RecQ helicase)‏ هو انزيم ينتمي لعائلة من انزيمات الهيليكاز، وجدت في البداية في الإشريكية القولونية  التي تعد مهمة في صيانة الجينوم (كروسوم). وهي تعمل من خلال تحفيز رد فعل ATP + H 2 O → ADP + P وبالتالي تقوم بتفكيك الدي ان أي ونقله إلى التجاه الثالث والرابع. ويمكن لهذه الانزيمات أيضا أن ترثر في رد فعل NTP + H 2 O → ND + P لتفكيك الدي ان ايه DNA أو الرنا RNA.

## الوظيفة
هذه الانزيمات هامة في بدائيات النوى وهي ضرورية لبلازميد إعادة التركيب وإصلاح الحمض النووي من الأشعة فوق البنفسجية، والجذور الحرة. ويمكن لهذا البروتين أيضًا عكس الأضرار الناجمة عن أخطاء النسخ المتماثل. في حقيقيات النوى.

## الهيكل
تشارك عائلة انزيمات ال RecQ ثلاث مناطق من تسلسل حفظ البروتين وتتواجد في: المحطة نون (N-terminus)- هيليكاز الوسط - الحافظ -RecQ (RecQ-CT)
```
المحطة سي
 (C-terminus)-هيليكاز و-ريبونوكلياز-D C-مجالان الطرفية (HRDC).
```

إزالة بقايا N-الطرفية (هيليكاز والمجالات RecQ-CT) يضعف كلا من هيليكاز ونشاط أتباز ولكن ليس له تأثير على قدرة ملزمة من RecQ مما يعني أن وظائف محطة نون كما في نهاية الحفازة. تنقل من محطة سي (المجال HRDC) تعرض للخطر قدرة ملزمة من RecQ ولكن لا يقوم باي وظيفة تحفيزية وظيفة. ويتمثل أهمية RecQ في الوظائف الخلوية من الأمراض التي تصيب الإنسان، والتي تؤدي جميعا إلى عدم الاستقرار الجيني والاستعداد للإصابة بالسرطان.

## وصلات إضافية
- RecQ Helicases, introduction at UNC's Sekelsky Lab.
- BLM gene encodes a RecQ Helicase, description of the gene